# Concurs (film)
Concurs este un film românesc din 1982 regizat de Dan Pița. În rolurile principale joacă actorii Gheorghe Dinică, Marin Moraru și Ștefan Iordache.

## Rezumat
Mai mulți funcționari publici care lucrează la aceeași instituție decid să organizeze un concurs de orientare în pădure.

## Distribuție
Distribuția filmului este alcătuită din:
- Gheorghe Dinică — Mitică[2]
- Marin Moraru — Sandu
- Ștefan Iordache — Panait
- Valentin Uritescu — Vasile
- Claudiu Bleonț — biciclistul
- Vladimir Juravle — Bărbulescu, șeful grupului
- Teodor Danetti — Aristide, consilierul
- Cătălina Murgea — Tatiana
- Adriana Șchiopu — Lavinia
- Irina Mazanitis — Jenica, soția lui Bărbulescu
- Ion Cocieru — șoferul autocarului
- Jorj Voicu — Simion, directorul
- Vasile Nițulescu — pictorul
- Dragoș Pâslaru — șeful de echipă al muncitorilor de pe șantier
- Oana Pellea — Oana
- Patricia Grigoriu — fata care face plajă în pădure
- Nicolae Gheorghe — Luca, consilier al directorului
- Nicolae Dinică — consilier al directorului
- Cornel Mititelu
- Vera Varzopov
- Ion Mâinea
- Elena Pop Dan
- Raluca Zamfirescu
- Alexandru Perghe
- Mihai Alexandru
- Mihai Boruzescu
- Anghel Deac
- Marian Râlea

## Primire
Filmul a fost vizionat de 1.968.762 de spectatori în cinematografele din România, după cum atestă o situație a numărului de spectatori înregistrat de filmele românești de la data premierei și până la data de 31 decembrie 2014 alcătuită de Centrul Național al Cinematografiei.
Concurs și-a pus amprenta asupra cinematografiei din perioada comunistă, reprezentând o amplă critică la adresa sistemului comunist.

## Premii
- 1982 - ACIN - Premiile pentru regie și imagine; Diplomă de onoare (Claudiu Bleonț)
- 1982 - Costinești - Premiile pentru regie, imagine și muzică
- 1985 - New Delhi - Premiul omnitrix